# بیژن افشار
بیژن افشار (زادهٔ ۱۶ اسفند ۱۳۳۳ – درگذشتهٔ ۲۰ اردیبهشت ۱۴۰۰) بازیگر ایرانی سینما، تئاتر و تلویزیون بود.

## زندگی‌نامه
بیژن افشار ۱۶ اسفند ۱۳۳۳ در تهران زاده شد. او فارغ‌التحصیل رشتهٔ بازیگری از دانشگاه هنرهای دراماتیک در مقطع کارشناسی بود. وی کار بازیگری را با ایفای نقش در فیلم سینمایی «دکل» به کارگردانی عبدالحسن برزیده شروع کرد و در فیلم مربای شیرین به کارگردانی مرضیه برومند در سال ۱۳۸۰ ادامه داد. بیژن افشار عضو هیئت مدیره انجمن بازیگران خانه تئاتر بود.
بیژن افشار در مجموعه‌های تلویزیونی مانند مختارنامه (ایفای نقش محمد بن اشعث) و معمای شاه (ایفای نقش سیدضیاءالدین طباطبایی) به ایفای نقش پرداخت. آخرین نقش آفرینی او در سریال کرگدن به کارگردانی کیارش اسدی‌زاده بود که از طریق شبکه نمایش خانگی پخش شده است.

## درگذشت

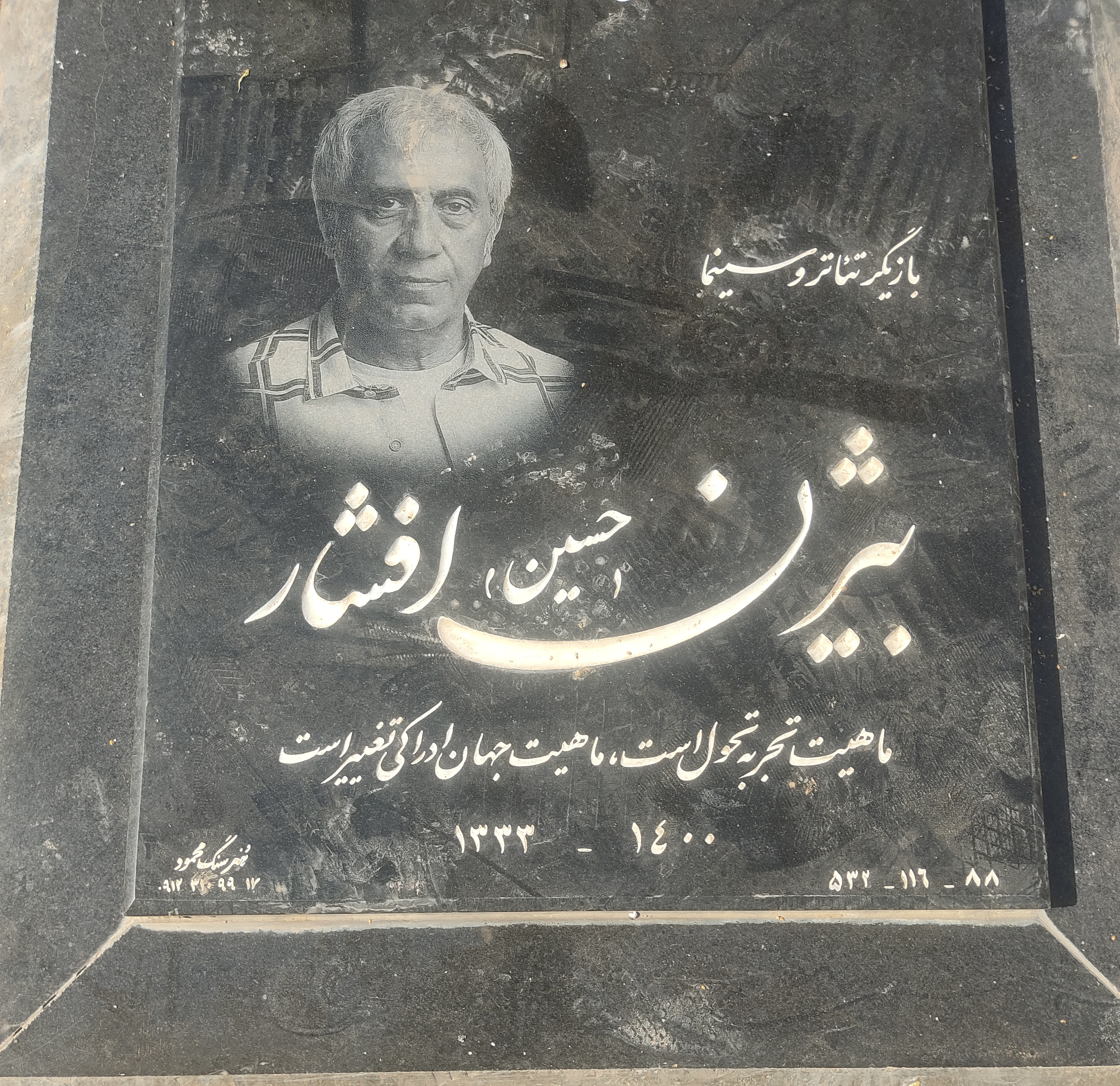
قبر بیژن افشار در قطعه هنرمندان بهشت زهرا

بیژن افشار پس از گذشت حدود ۱۵ روز از ابتلایش به ویروس کرونا در ۲۰ اردیبهشت ۱۴۰۰ درگذشت و پیکرش در روز بعد در قطعه هنرمندان بهشت زهرا به خاک سپرده شد.

## فیلم‌شناسی

### سینما
| سال  | عنوان         |
| ---- | ------------- |
| ۱۳۹۹ | ققنوس         |
| ۱۳۹۶ | در وجه حامل   |
| ۱۳۹۳ | خبر خاصی نیست |
| ۱۳۹۳ | تابو          |
| ۱۳۹۲ | تمشک          |
| ۱۳۸۱ | قلب‌های ناآرام |
| ۱۳۸۰ | مربای شیرین   |
| ۱۳۷۴ | دکل           |

### تلویزیون
| سال  | عنوان               | کارگردان         | نقش                   |
| ---- | ------------------- | ---------------- | --------------------- |
| ۱۳۹۶ | پرواز در ارتفاع صفر | عبدالحسن برزیده  |                       |
| ۱۳۷۸ | کوهولین             | اسماعیل خلج      | کوهولین               |
| ۱۳۷۹ | کشتی اسپرانزا       | محمد رحمانیان    | پیش خدمت              |
| ۱۳۹۴ | معمای شاه           | محمدرضا ورزی     | سیدضیاءالدین طباطبایی |
| ۱۳۹۲ | مهرآباد             | فرید سجادی حسینی |                       |
| ۱۳۹۱ | یلدا                | حسن میرباقری     |                       |
| ۱۳۸۹ | مختارنامه           | داوود میرباقری   | محمد بن اشعث بن قیس   |
| ۱۳۸۷ | بی گناهان           | احمد امینی       |                       |
| ۱۳۸۶ | شهریار              | کمال تبریزی      |                       |

### نمایش خانگی
| سال  | عنوان        | کارگردان        | نقش                |
| ---- | ------------ | --------------- | ------------------ |
| ۱۳۹۸ | کرگدن        | کیارش اسدی زاده | مسعود پرتوی        |
| ۱۳۹۷ | رقص روی شیشه | مهدی گلستانه    | حبیب نامدار        |
| ۱۳۹۴ | دندون طلا    | داوود میرباقری  | کارمند اداره ارشاد |

### تیزر تبلیغاتی
تیزر تلویزیونی اطلاع‌رسانی شرکت ملی گاز (۱۳۹۰)

### مستند آفتاب نهان (۱۳۹۶)
موضوع این مستند استفاده صلح‌آمیز از انرژی هسته‌ای در ابعاد پزشکی، صنعتی، کشاورزی و دیگر عرصه‌ها تولید شده است. بیژن افشار راوی این مستند است